# 歌剧院塔楼
歌剧院塔楼（OpernTurm）是德国法兰克福西区的一座摩天大厦，位于法蘭克福舊歌劇院对面，Bockenheimer Landstraße 和Bockenheimer Anlage转角，由建筑师 Christoph Mäckler设计。开发商为美国公司 Tishman Speyer。
歌剧院塔楼高43层，170米。其入口大厅高达18米。其立面选用黄色石材，使之和谐地融入到周边的歌剧院广场建筑群之中。
歌剧院塔楼于2007年1月22日开工，2009年建成。